# Hotel Kronprinz (München)

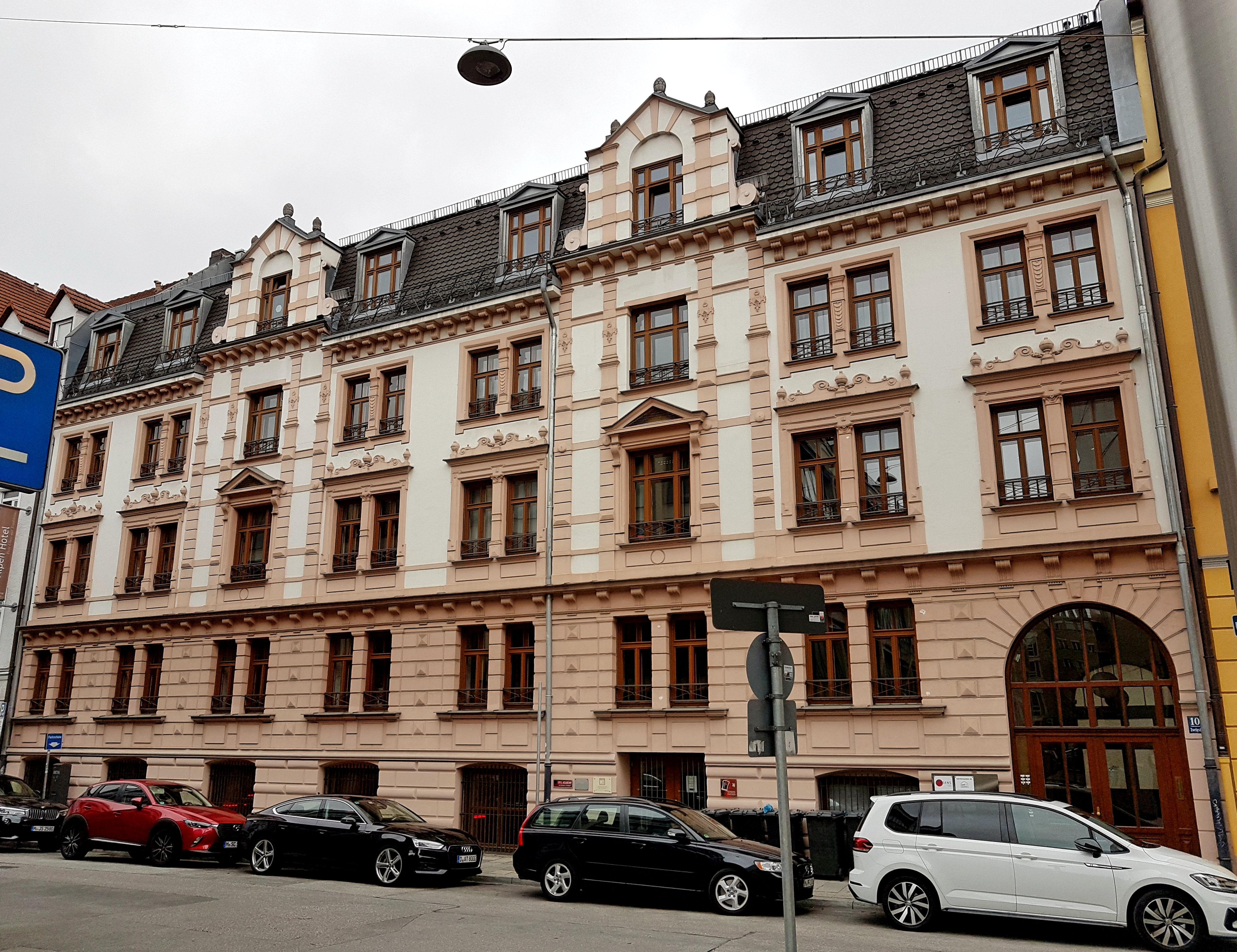
Das ehemalige Hotel Kronprinz

Das ehemalige Hotel Kronprinz (Zweigstraße 10) im Münchener Stadtbezirk Ludwigsvorstadt ist ein geschütztes Baudenkmal mit der Nummer D-1-62-000-7793 in der Bayerischen Denkmalliste.
Das zwischen 1881 und 1882 errichtete Gebäude mit reichem Fassadenschmuck mit Pilastern, Gurtbändern, Fensterrahmungen, Dachgesims und Ziergiebel im prunkenden Neurenaissancestil stammt von Lorenz Bauer. Das von Beginn an als Hotel Kronprinz geplante Haus besitzt um einen zentralen Lichtschacht nach vorne und hinten zugeordnete Zimmerfolgen. Im Tiefgeschoss befinden sich gewölbte Hallen.

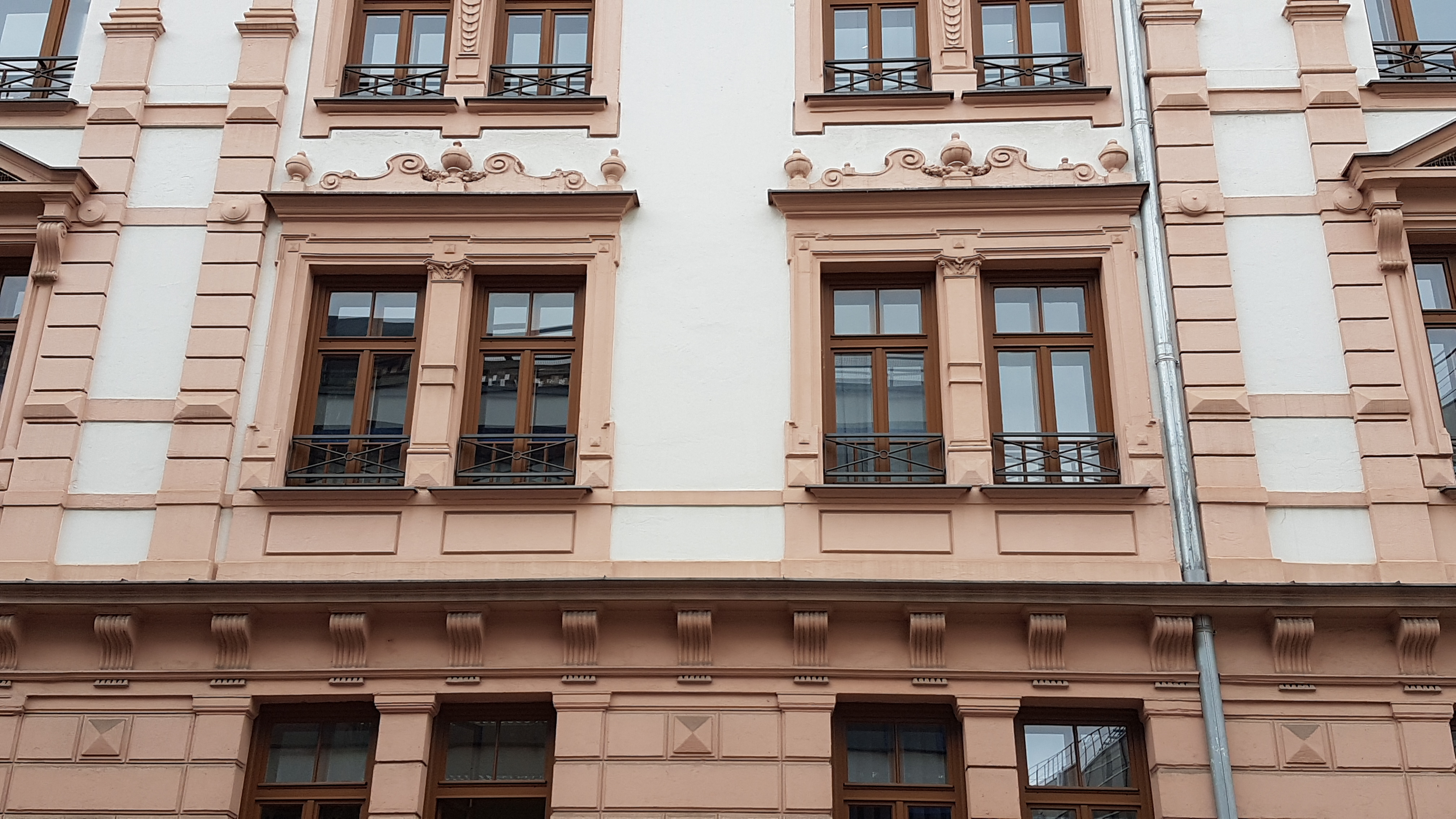
Fassadendetail

Im Zweiten Weltkrieg ging die Dachung mit Mansardschräge verloren, die im Jahr 2000 rekonstruiert wurde. Heute wird das ehemalige Hotel als Bürogebäude genutzt, im Tiefgeschoss haben sich Kochschulen einquartiert.